# 马来西亚—瑞士关系
马来西亚—瑞士关系是马来西亚与瑞士之间的外交关系。瑞士在吉隆坡设有大使馆，马来西亚在伯尔尼设立了外交代表处，并在日内瓦、巴塞尔和苏黎世设有额外的领事馆。双边关系的一个独特之处是马来西亚国民进入瑞士可免签证，这一优惠在东南亚仅马来西亚和新加坡可享有。

## 历史
马来西亚于1957年独立后，瑞士于1963年正式承认马来西亚并与其建立外交关系。自那时以来，两国一直保持着牢固的双边关系。2002年6月9日，时任马来西亚首相马哈迪·莫哈末开始对瑞士进行首次正式访问，重点在扩大投资和全球化。
2016年，马来西亚政坛爆发一个马来西亚发展有限公司丑闻（1MDB）引起轰动时，瑞士总检察长办公室也加入了调查。2018年5月16日，新上任的马来西亚首相马哈迪表示，政府将致函包括瑞士在内的三个国家，以便追讨遭挪用的一马公司资金，而这些巨款可以用来偿还债务。